# 유비트
유비트(jubeat)는 일본의 비디오 게임 개발사인 코나미에서 발매한 음악 게임으로, 일본에서는 2008년 7월 24일 발매되었으며, 대한민국에는 2009년 2월 10일에 발매가 되었다.
게임 스타일은 다른 BEMANI시리즈와 공통적이지만, 조작하는 타이밍을 나타내는 오브젝트(노트)의 표시방식이 새로운 방식이며, 또한 플레이 결과가 블로그로 연동(일본 한정)이 되는등, 지금까지 BEMANI 시리즈에는 없었던 여러 가지 시도를 하고 있다. 컬러링은 파랑.
미국/유럽권에서는 UBeat라는 이름으로 출시가 될 예정이었으나 불발되었고, 후속작인 유비트 리플즈를 기반으로 한 Jukebeat라는 이름으로 출시되었다.
중국에서 2010년 4월에 유비트 리플즈를 기반으로 乐动魔方("악동마방", 위에동뭐팡)이라는 명칭으로 출시했다.

## 개요
유비트의 기체는 여러 개의 큐브가 겹겹이 쌓인 듯한 디자인을 가지고 있다.
화면은 16:9의 와이드 액정 모니터가 채용되었지만, 세로방향으로 장착이 되어 있으며, 화면의 3/5부분은 4x4의 정사각형 투명 패널로 이루어진 패널스크린이 있으며, 화면의 2/5부분에 나오는 모니터스크린은 각종 인포메이션이나 스코어, 플레이상황 등이 표시된다. 모니터 스크린은 게임입력에 영향을 주지는 않지만, 곡 선택, 점수 및 게임 진행 상황, 게임 결과 등 시스템 화면을 표시한다.
코나미의 아케이드 네트워크시스템인 e-AMUSEMENT 서비스에 대응하여 e-AMUSEMENT PASS를 사용하는 것으로 결과를 보존하고 인터넷을 통해 결과를 열람할 수 있다. e-AMUSEMENT 사이트에 계정을 가지고 있다면 i-revo 또는 다른 블로그 페이지에 유비트 관련 데이터를 전송받아 플레이 결과를 블로그형식으로 공개하거나 스크립트를 제공하여 각종 랭킹이나 이벤트정보 등을 열람할 수도 있다.
대한민국에 최초로 발매된 e-AMUSEMENT 정식 연동 게임이다.

## 게임의 룰
BGM(음악)에 맞춰, 케이스 아래에 있는 16개의 패널에 어느쪽에 마커가 표시되며, 올바른 타이밍에 마커가 표시된 패널을 터치한다. 패널을 터치하는 타이밍은 설정된 마커에 따라 다르며, 대개 마커가 제일 커진 순간에 멜로디에 맞춰 터치하는 것으로 게임이 진행이 된다.
다른 BEMANI 시리즈와 같이 PERFECT, GREAT와 같은 문자가 나오지 않지만, 타이밍의 빠름/늦음은 마커에 의한 연출로 판단할 수 있다. 타이밍 좋게 터치를 하면 마커가 화려하게 터지면서 뒷 배경도 점점 열리게 되어 떠들썩한 연출이 이루어지지만, 타이밍이 나쁘게 터치를 하면 마커도 초라하게 소거되며 뒷 배경또한 점점 닫히면서 어둡게 변한다.
타이밍을 중간 이상으로 맞추다 보면, 콤보가 연결이 된다. 이 콤보는 스코어에 직접적인 관계를 가지지 않지만, 패널에 나타나는 모든 노트들을 모두 성공적으로 터치하면 FULL COMBO가 되어, 특수한 칭호와 보너스 점수를 얻을 수도 있다.

### MUSIC BAR
상단에 모니터 스크린에는 MUSIC BAR가 표시되고 있다. 마커가 출현하는 대략적인 빈도나 개수(대개 마커가 많이 출현할수록 마커 출현빈도로 바뀐다.)로 표시가 되며, 움직이는 타이밍에 대한 구간 단위로 확인할 수 있다. 플레이 후에 자신의 플레이상황을 판정에 의해 분류 표시되어 나의 판정을 어느 정도 가늠할 수 있다.
MUSIC BAR의 표시방법은 아래와 같다.
- 노란색 바 - 해당 구간 내의 판정이 ALL PERFECT
- 파란색 바 - 해당 구간 내의 판정에 하나라도 GREAT 이하가 나왔을 경우
- 회색 바 - 해당 구간 내의 판정에 하나라도 MISS가 나왔을 경우

물론 절대적인 요소는 아니지만, 판정 글씨가 나오지 않는 유비트의 특성상 어느정도 판정이 나왔는지 가늠할 수 있는 것이 MUSIC BAR의 주 기능이다.
-실제 자신의 판정은 패널에 뜬 마커들의 애니메이션으로 구분이 가능하다. 하지만 구간에 따른 판정(뮤직바의 체크 박스들로 표시)이 어떻게 되어 있는지 알고 싶다면 MUSIC BAR를 보는 것이 좋다(그렇지만 실제 게임중에는 패널 누르기가 바쁘기 때문에 상당한 실력자가 아닌 이상 이를 플레이 하면서 볼 수 있는 경우는 드물다)

### 스테이지 클리어
유비트의 게임 클리어 목적는 보너스 점수를 포함하여 일정 점수 이상 획득이다.
특별히 게이지가 없기 때문에 게임을 끝까지 할 수 있기도 하다.
ONLINE PLAY의 경우는 700000점 합격이며(변경 불가능), LOCAL PLAY의 경우는 기본적으로는 700000점 합격(대체적으로 700000점으로 설정이 되어 있다)이지만, 설정에 따라서 더 쉽게, 더 어렵게 맞춰진 게임센터도 있다.
LOCAL PLAY의 경우는 기계 설정에 따라서 최저 40만점합격, 최대 80만점 합격으로 설정이 가능하다.

### 스코어 레이팅
곡이 종료될 때, 배경셔터로 얻을 수 있는 셔터보너스를 포함한 종합점수가 표시되고, 점수 평가가 내려지게 된다. 평가는 아래와 같다.
- E Rating - 0~499,999
- D Rating - 500,000~699,999
- C Rating - 700,000~799,999
- B Rating - 800,000~849,999
- A Rating - 850,000~899,999
- S Rating - 900,000~949,999
- SS Rating - 950,000~979,999
- SSS Rating - 980,000~999,999

(유비트 니트에 에반스 999,999점 버그가 있던것을 제외하면, 이론적으로 999,999점은 불가능하다.)
- Excellent - 1,000,000

- SSS Rating, Excellent는 리플즈 이후에 나온것이므로 주의

평가도 칭호의 획득조건이 될 수 있으며, 클래스 포인트를 받는 영향을 미치기도 한다.
다른 시리즈에 존재하는 이론치 한계는 존재하지 않으며, 어느 곡이라도 일률적으로 만점은 100만점이다.(패널 터치때 받는 90만점 + 셔터보너스 10만점) 만점을 내면 곡 선택화면에 EXCELLENT 마커가 뜨게 된다.
이론 한계치가 존재하지 않는 게임이기 때문에, 당연히 노트수가 증가하는 상위 난이도일수록 1노트에 대한 점수 배분이 감소하게 된다. 그 때문에 노트가 적은 BASIC보면들의 경우는 1미스나 1그레이트가 치명적인 스코어다운으로 연결되어, FULL COMBO가 되어도 SS는커녕 S를 받지 못하는 스코어가 될 경우도 있다.